# Élections législatives suédoises de 2006
Les élections législatives suédoises de 2006 ont eu lieu le 17 septembre 2006 pour renouveler les 349 membres du Riksdag, le parlement monocaméral de Suède. Des élections municipales et régionales sont organisés simultanément.

## Contexte

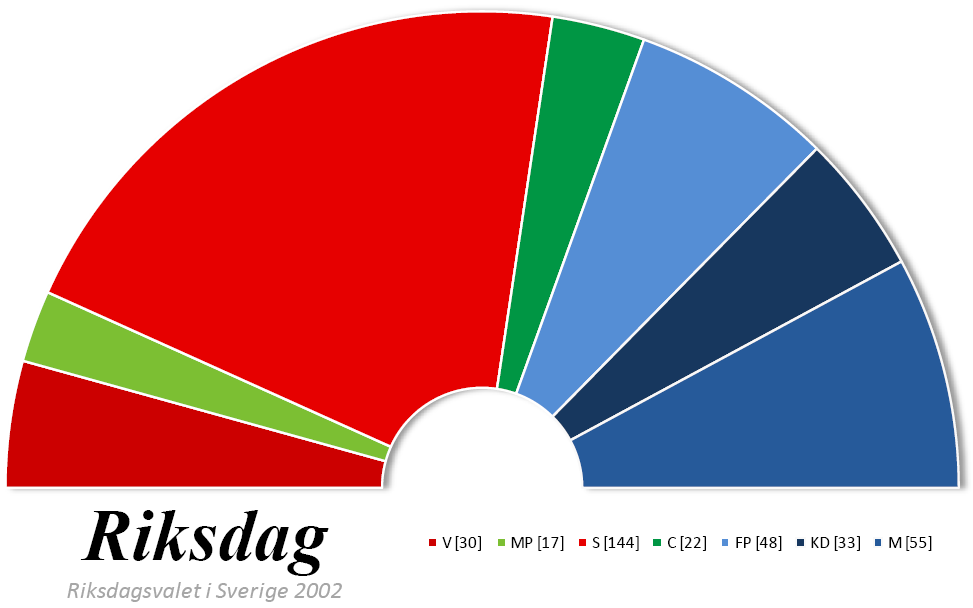
Composition de l'assemblée sortante.

En Suède, les élections générales concernent le renouvellement des membres du Parlement (à savoir les 349 députés du Riksdag), et celui des élus locaux (conseils d’administration et assemblées locales des 20 comtés et conseils municipaux des 290 municipalités du royaume). Le 17 septembre 2006, les 7 millions de Suédois disposant du droit de vote ont donc eu à choisir en même temps leurs nouveaux représentants nationaux et locaux. Concernant le Riksdag, 310 sièges sont répartis entre les 29 circonscriptions, les 39 autres, au rang national, appelés compensatoires, étant attribués aux différents partis en vue de leur assurer la représentativité la plus exacte possible au niveau national. Le système électoral utilisé est la représentation proportionnelle au scrutin de listes. Depuis les élections de 1998, le vote préférentiel est autorisé.

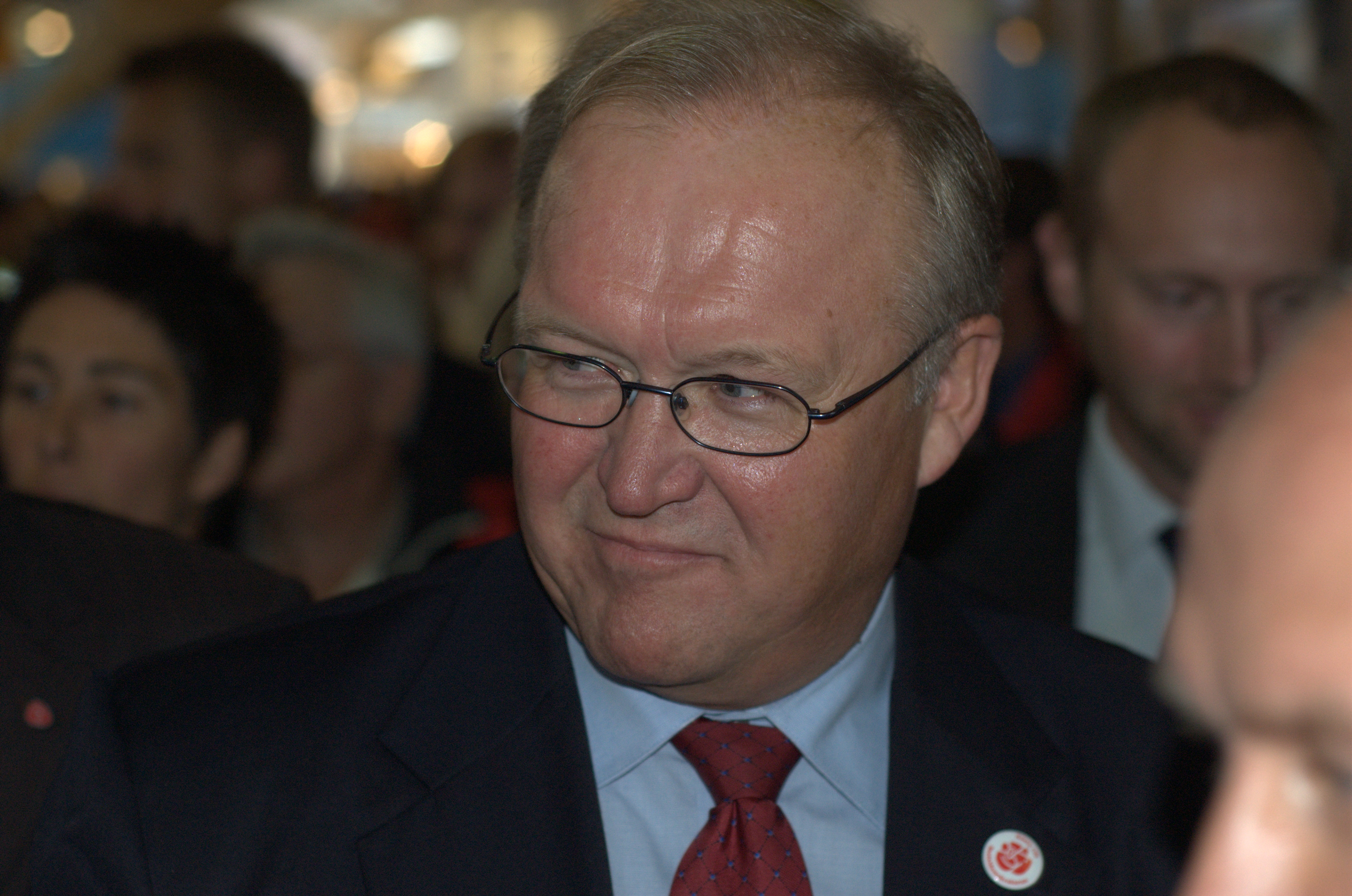
Göran Persson à Göteborg, le 5 septembre 2006.

La Suède est gouvernée par la gauche depuis 1994, le Parti social-démocrate suédois des travailleurs (S ou SAP) détenant depuis des décennies la majorité relative des sièges du Riksdag, soutenu dans son action par le Parti de gauche (V, ancien parti communiste suédois) et le Parti de l'environnement Les Verts (MP). Si les sociaux-démocrates avaient largement contribué au maintien de la majorité lors des élections de 2002, gagnant les 13 sièges perdus par le Parti de la gauche (qui n’avait pas réussi à retrouver son score historique de 1998, à savoir 11,99 % des suffrages exprimés et 43 sièges), cette dernière n’avait pratiquement pas progressé, les verts ne gagnant qu’un siège. Le premier ministre social-démocrate, Göran Persson, en poste depuis 1996, doit maintenant faire face à l’usure du pouvoir, les enquêtes d’opinion donnant toutes la majorité comme l’opposition à jeu égal, avec une conjoncture favorable pour cette dernière.
La dite opposition est constituée des 4 partis traditionnels de droite : les Modérés (M), parti libéral-conservateur, le Parti du peuple - Les Libéraux (FP), parti libéral de centre-droit, les Chrétiens-démocrates (KD) et enfin le Parti du centre (C), ancien parti agrarien. Durant les élections législatives de 2002, les modérés, principale force de la droite parlementaire depuis le début des années 1980, avaient essuyé une cuisante défaite, perdant 27 sièges au profit des libéraux, qui en gagnaient 31 et manquaient de peu de devancer les modérés quant au nombre de candidats élus (48 contre 55). Les chrétiens-démocrates avaient également souffert de ce bouleversement des rapports de force à droite, tandis que le Parti du centre, écopant de résultats plutôt médiocres depuis la fin des années 1980, commençait à remonter la pente en gagnant quatre sièges.
Le paysage politique suédois avait également été profondément bouleversé dans son ensemble à l’occasion des élections européennes de 2004, où la Liste de juin, mouvement conservateur profondément eurosceptique, avait effectué une percée phénoménale en rassemblant 14,4 % des suffrages exprimés et en emportant 3 des 19 sièges suédois du Parlement européen. L’extrême droite suédoise, incarnée par les Démocrates de Suède (SD), pourraient également semer le trouble au Riksdag, tirant profit de sa petite percée à l’occasion des élections de 2002 (1,44 % des suffrages exprimés, soit une progression de plus d’un point et une très nette avance sur l’ensemble des partis non parlementaires). SD a réalisé jusque-là ses meilleurs scores dans le sud du pays (9 % des suffrages et 4 sièges au Conseil municipal de Kavlinge lors des dernières élections municipales). Restent enfin quelques partis marginaux implantés localement, comme l’Initiative féministe, le Parti pirate, qui demande l’abrogation des lois sur les droits d’auteur ou le Parti des intérêts des retraités suédois.

## Campagne

### La droite serre les rangs

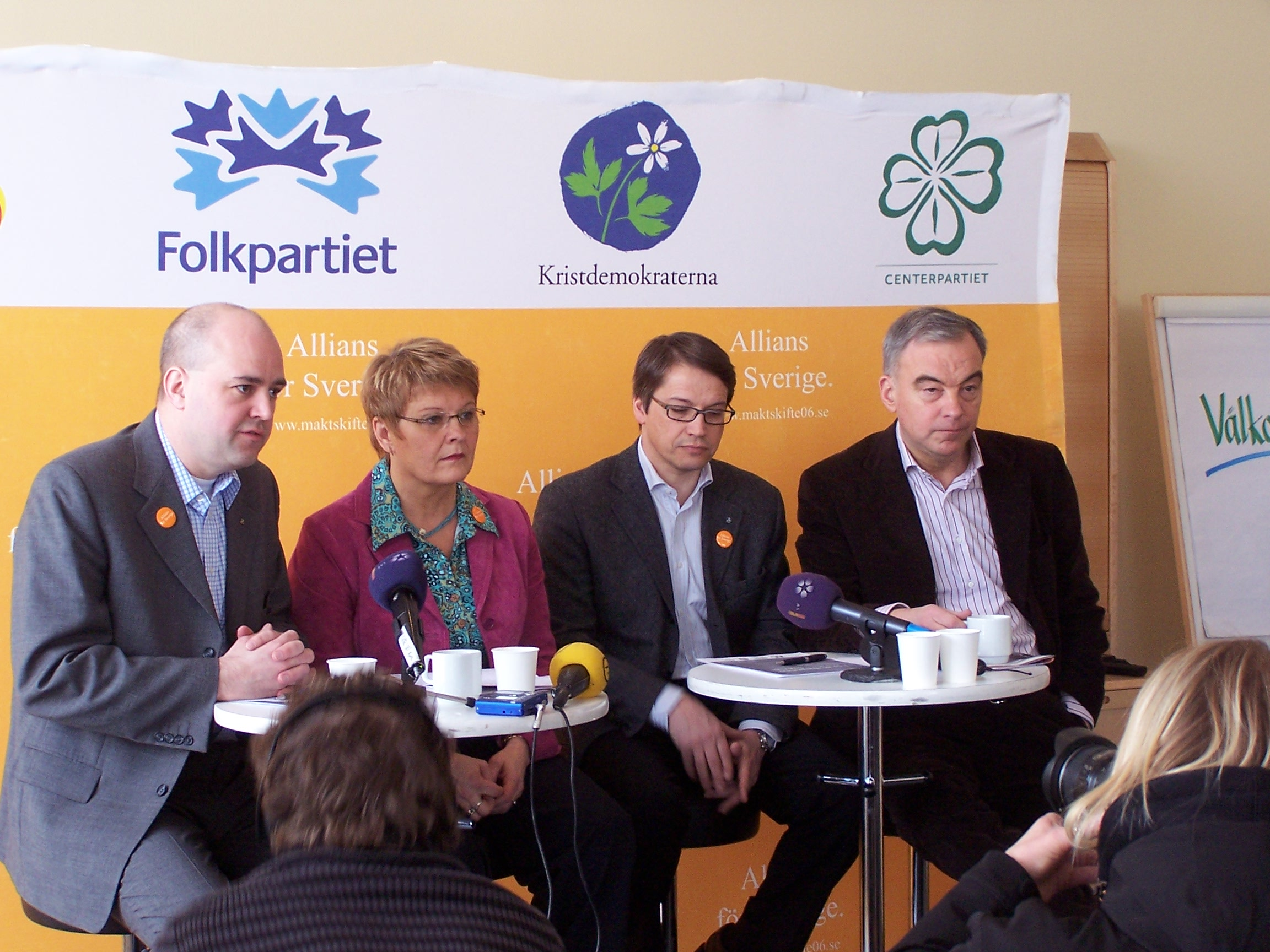
Fredrik Reinfeldt, Maud Olofsson, Göran Hägglund et Lars Leijonborg, les quatre dirigeants des composantes de l'Alliance pour la Suède.

Pour la première fois depuis l’avènement de la démocratie en Suède, les 4 partis de droite se sont regroupés dans une seule et même coalition baptisée « Alliance pour la Suède ». Menée par le très populaire président du Parti du rassemblement modéré Fredrik Reinfeldt et par le charismatique Lars Leijonborg, représentant des trois autres partis, cette coalition a été officiellement formée le 31 août 2004 à Högfors, village où vit Maud Olofsson, dirigeante du Parti du centre, et s’est doté d’un programme commun, auquel s’ajoutent les programmes individuels de chaque formation. Les quatre dirigeants sont tombés d’accord pour choisir un Premier ministre membre de la composante de la coalition qui récoltera le plus de voix.
Tirant les leçons de l’échec des modérés lors du scrutin de 2002, Fredrik Reinfeldt a abandonné leur traditionnel programme de réduction des dépenses de l’État et de baisses d’impôts au profit de la défense de l’État-providence, jusque-là chasse gardée de la gauche et chose à laquelle les Suédois sont particulièrement attachés.

### Les sociaux-démocrates victimes de l'usure du pouvoir

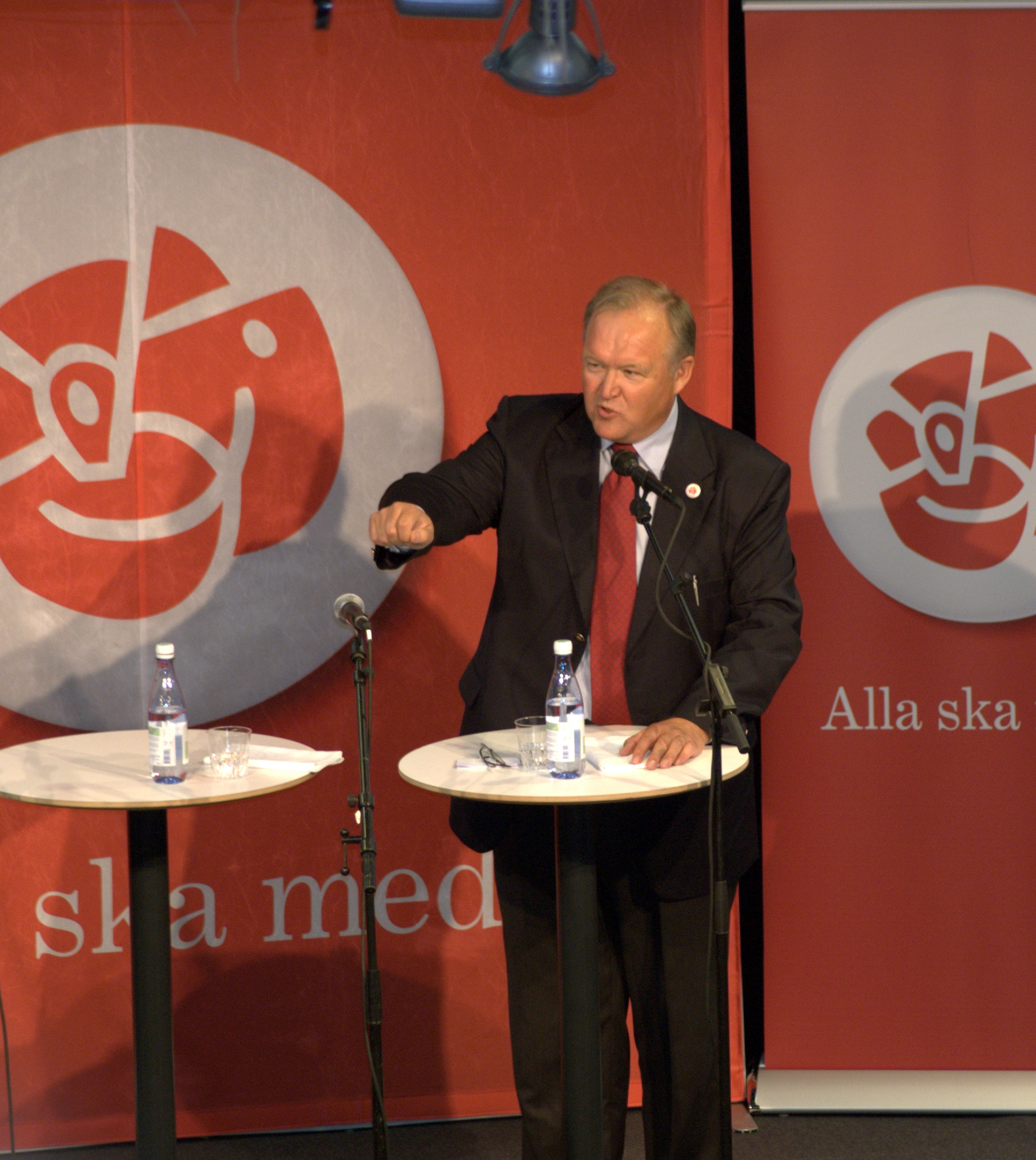
Göran Persson en meeting.

À gauche, les sociaux-démocrates se sont une fois encore alliés au Parti de la gauche et aux verts, formant la « Coalition rouges-verts ». L’objectif principal est de conserver la majorité des sièges du Riksdag, d’autant plus que dans ce cas de figure les trois partis seraient prêts à participer activement au nouveau gouvernement (ce qui n'a encore jamais été le cas, les sociaux-démocrates gouvernant habituellement seuls dans le cadre d'un gouvernement minoritaire). La coalition est légitimée par le bon bilan du Premier ministre Göran Persson, qui a contribué, entre 1995 et 2005, à faire croître la productivité suédoise de manière importante (2,5 % par an), de même que le PIB (3 %), succès auxquels il faut ajouter une croissance de 5,6 % au deuxième trimestre 2006, la plus élevée du pays depuis six ans. L’inflation s’est elle maintenue en dessous de 1 % et la dette publique depuis trois ans est tombée en 2005 en dessous des 50 % du PIB. En contrepartie, le taux d’imposition suédois est le plus élevé d’Europe et le plus élevé au monde avec celui du Danemark.
En cas de victoire, la majorité promet la création de dizaines de milliers de nouveaux emplois (au même titre que l’opposition) principalement dans le secteur public, une réglementation plus stricte des emplois à temps partiel pour les grandes entreprises (et non pour les petites et moyennes entreprises (PME) à la demande du Parti de la gauche et des verts), une augmentation des subventions pour les bénéficiaires de pensions maladie et de meilleurs investissements dans l’aide sociale à domicile. Göran Persson n’a eu de cesse de critiquer les modérés tout au long de la campagne, les accusant de dissimiler leurs véritables projets (baisses d’impôts et réductions du budget du service public). À noter toutefois que la gauche se trouvait dans une situation difficile : plus aucun parti politique ne parlant désormais de démanteler l’État providence, elle devait convaincre les Suédois que le changement dans la continuité pouvait être possible…

### L'épineux problème du chômage
Le chômage était une question importante au cœur de la campagne, le gouvernement social-démocrate alors en place étant perçu comme ayant échoué à contenir la montée du chômage dans le pays malgré la bonne santé de l'économie suédoise (à l’échelle de l'Europe). L'opposition a argué que le « vrai » chômage est beaucoup plus important que le chiffre officiel de 4,8 % (en mai 2006). Ils citent un chiffre de 1 037 000 personnes (ou de 17,9 % de la main-d'œuvre en janvier 2006) « en dehors du marché du travail parce qu'ils n'ont pas un travail ou étudient », et si ceux qui sont « complètement ou partiellement en dehors du marché du travail » sont inclus alors ce chiffre s’élève à 1 700 000 personnes. Cette sinistre vision de la situation du chômage a été amplifiée en janvier par Jan Edling, un ancien économiste pour la Confédération des syndicats suédois (LO). Cependant, comparé à d'autres pays de l'OCDE, la Suède a un taux de chômage très bas, comme l’a précisé Peter Eriksson du Parti de l'environnement au cours d’un débat.
L’Alliance pour la Suède proposait alors de régler le problème en opérant des coupes dans l’impôt sur le revenu (en augmentant les allocations exemptes d’impôts) et dans l’impôt sur le salaire (et même en l’abolissant pour certaines parties du secteur des services). Les détracteurs de ces réformes fiscales arguèrent qu’en étant fondées sur des réductions de l’allocation chômage et de la paie maladie, elles attaqueront le plus indigent dans la société au lieu de l’aider comme le voudrait l’Alliance…
En outre, le Parti du centre avait proposé de son côté un nouveau type de contrat de travail plus flexible pour les moins de 26 ans. Une des particularités de ce contrat serrait la possibilité pour l’employeur de licencier le signataire au bout de deux ans de travail. Cette proposition controversée (non retenue par l’Alliance dans son ensemble) aurait pour objectif d’augmenter le taux d’activité des jeunes en permettant aux employeurs de prendre moins de risques en embauchant de nouveaux employés. Les partis de gauche n’ont eu de cesse de s’en prendre à ce projet, accusant les centristes de vouloir plonger les jeunes salariés dans l’insécurité permanente. Un contrat semblable présenté par le gouvernement français (le Contrat première embauche) avait rencontré l’hostilité d’une partie de la population qui avait alors organisé de vastes mouvements sociaux pour empêcher la loi d’entrer en application.
Une étude menée par la Confédération de l'entreprise suédoise (Svenskt Näringsliv) indique que 41 % des compagnies suédoises pensaient alors qu'un tel contrat augmenterait leur volonté de d’engager les jeunes « largement » et que 51 % pensaient qu'il l'augmenterait « dans une certaine mesure ». 7 % des sondés pensaient au contraire que cela ne les rendrait pas plus disposés,.

### Scandale chez les libéraux
Le 4 septembre 2006, seulement deux semaines avant les élections, le Parti social-démocrate a déposé plainte à la suite d'un cambriolage d'ordinateur dans le réseau interne des sociaux-démocrate. Il a été rapporté par la suite que des membres du Parti du peuple (FP) ont eu l’occasion de copier des informations jusque-là tenue secrètes pour contrer les propositions politiques du Parti social-démocrate à au moins deux occasions. Le 5 septembre, le premier secrétaire du parti, Johan Jakobsson, a démissionné de son propre chef. Les principaux membres du parti et ceux de son organisation pour jeunes étaient dès lors surveillés par la police pour suspections d’activités criminelles…

## Résultats

### Au Riksdag
|  |

|  |

|  |

|  |

|  |

|  |

|  |

|  |

Ces résultats définitifs ont été publiés mercredi 20 septembre par l'Autorité électorale suédoise. Des résultats provisoires avaient déjà été publiés au soir de l'élection (tous les 5 783 districts électoraux ayant fini leurs premiers comptages), mais ils n'incluaient pas les votes par procuration et le vote des expatriés.
| Partis politiques | Partis politiques                              | Votes     | Votes | Votes  | Sièges permanents | Sièges compensatoires | Total  | Total | Total  |  |
| Partis politiques | Partis politiques                              | #         | %     | +/-    | #                 | #                     | Sièges | +/-   | %      |  |
| ----------------- | ---------------------------------------------- | --------- | ----- | ------ | ----------------- | --------------------- | ------ | ----- | ------ |  |
|                   | Les sociaux-démocrates (S)                     | 1 942 625 | 34,99 | -4,86  | 129               | 1                     | 130    | -14   | 37,2 % |  |
|                   | Modérés (M)                                    | 1 456 014 | 26,23 | +10,97 | 93                | 4                     | 97     | +42   | 27,8 % |  |
|                   | Parti du centre (C)                            | 437 389   | 07,88 | +1,69  | 27                | 2                     | 29     | +7    | 08,3 % |  |
|                   | Parti du peuple - Les Libéraux (FP)            | 418 395   | 07,54 | -5,85  | 22                | 6                     | 28     | -20   | 08,0 % |  |
|                   | Chrétiens-démocrates (KD)                      | 365 998   | 06,59 | -2,56  | 17                | 7                     | 24     | -9    | 06,9 % |  |
|                   | Parti de la gauche (V)                         | 324 722   | 05,85 | -2,54  | 13                | 9                     | 22     | -8    | 06,3 % |  |
|                   | Parti de l'environnement Les Verts (MP)        | 291 121   | 05,24 | +0,59  | 9                 | 10                    | 19     | +2    | 05,4 % |  |
|                   |                                                |           |       |        |                   |                       |        |       |        |  |
|                   | Alliance pour la Suède (M, C, FP, KD)          | 2 677 796 | 48,24 | +4,25  | 159               | 19                    | 178    | +20   | 51,0 % |  |
|                   | Coalition rouges-verts (S, V, MP)              | 2 558 468 | 46,08 | -6,81  | 151               | 20                    | 171    | -20   | 49,0 % |  |
|                   |                                                |           |       |        |                   |                       |        |       |        |  |
|                   | Démocrates de Suède (SD)                       | 162 463   | 02,93 | +1,49  |                   |                       | 0      | -     | 00,0 % |  |
|                   | Initiative féministe (FI)                      | 37 954    | 00,68 | -      |                   |                       | 0      | -     | 00,0 % |  |
|                   | Parti pirate (PP)                              | 34 918    | 00,63 | -      |                   |                       | 0      | -     | 00,0 % |  |
|                   | Parti des intérêts des retraités suédois (SPI) | 28 806    | 00,52 | -0,19  |                   |                       | 0      | -     | 00,0 % |  |
|                   | Liste de juin                                  | 26 072    | 00,47 | -      |                   |                       | 0      | -     | 00,0 % |  |
|                   | Parti de la santé                              | 11 519    | 00,21 | -      |                   |                       | 0      | -     | 00,0 % |  |
|                   | Moins de 10 000 voix                           | 13 282    | 00,24 | -      |                   |                       | 0      | -     | 00,0 % |  |
|                   |                                                |           |       |        |                   |                       |        |       |        |  |
|                   | Total autres (ÖVR)                             | 315 014   | 05,67 | +2,55  |                   |                       | 0      | -     | 0,00 % |  |
|                   |                                                |           |       |        |                   |                       |        |       |        |  |
|                   | Total inscrits                                 | 6 892 009 | 100   | ;      |                   |                       |        |       |        |  |
|                   | Votes blancs                                   | 96 922    | 01,41 |        |                   |                       |        |       |        |  |
|                   | Abstention                                     | 1 243 809 | 18,01 |        |                   |                       |        |       |        |  |
|                   | Total exprimés                                 | 5 551 278 | 81,99 | +1,88  |                   |                       |        |       |        |  |

Coalition arrivée en tête par comté : en rouge la Coalition rouges-verts, en bleu l'Alliance pour la Suède.

Le résultat fut assez clair dans la nuit de l'élection pour que Fredrik Reinfeldt, président des Modérés se déclare vainqueur et que Göran Persson annonce sa démission en tant que Premier ministre et en tant que premier secrétaire des Sociaux-démocrates. Les quatre partis du centre-droit de l'Alliance pour la Suède ont plus tard formé un gouvernement avec Fredrik Reinfeldt pour Premier ministre. Le nouveau Riksdag s'est réuni le 2 octobre et le gouvernement a été présenté le 6 octobre.
Le résultat des élections est historique en étant le pire score jamais obtenu par les sociaux-démocrates dans une élection générale au suffrage universel (introduit en 1921) et le meilleur résultat pour les Modérés depuis 1928. Mais cette progression des modérés n'aura pas été sans conséquences sur leurs alliés, en témoignent l'impressionnante chute du score libéral et la progression plutôt réduite du Parti du centre (qui devient malgré tout la seconde force politique de la nouvelle majorité parlementaire en gagnant 7 sièges) qui ne suffit même pas à compenser les pertes du Parti chrétien-démocrate, qui poursuit son déclin au même rythme que le Parti de la gauche, qui retrouve son score d'avant 1998. A contrario, les verts sauvent les meubles à gauche en emportant 2 sièges supplémentaires.
Les partis minoritaires ont obtenu un total de 5,7 % des votes, ce qui est une progression de 2,6 points par rapport aux élections de 2002. Le seul de ces partis à avoir franchi la barre des 1 % est une fois de plus la formation des Démocrates suédois, qui a recueilli un total de 162 463 voix, soit 2,93 % des suffrages exprimés. En revanche, La liste de juin s'écroule à 0,47 % (26 072 voix), et l'Initiative féministe, annoncée comme un concurrent sérieux pour les partis de gauche traditionnels, ne récolte finalement que 0,68 % des suffrages exprimés (37 954). Le Parti Pirate, qui rassemble en son nom 34 918 voix (0,63 % des suffrages exprimés), est en sédimentation.

### Dans les comtés

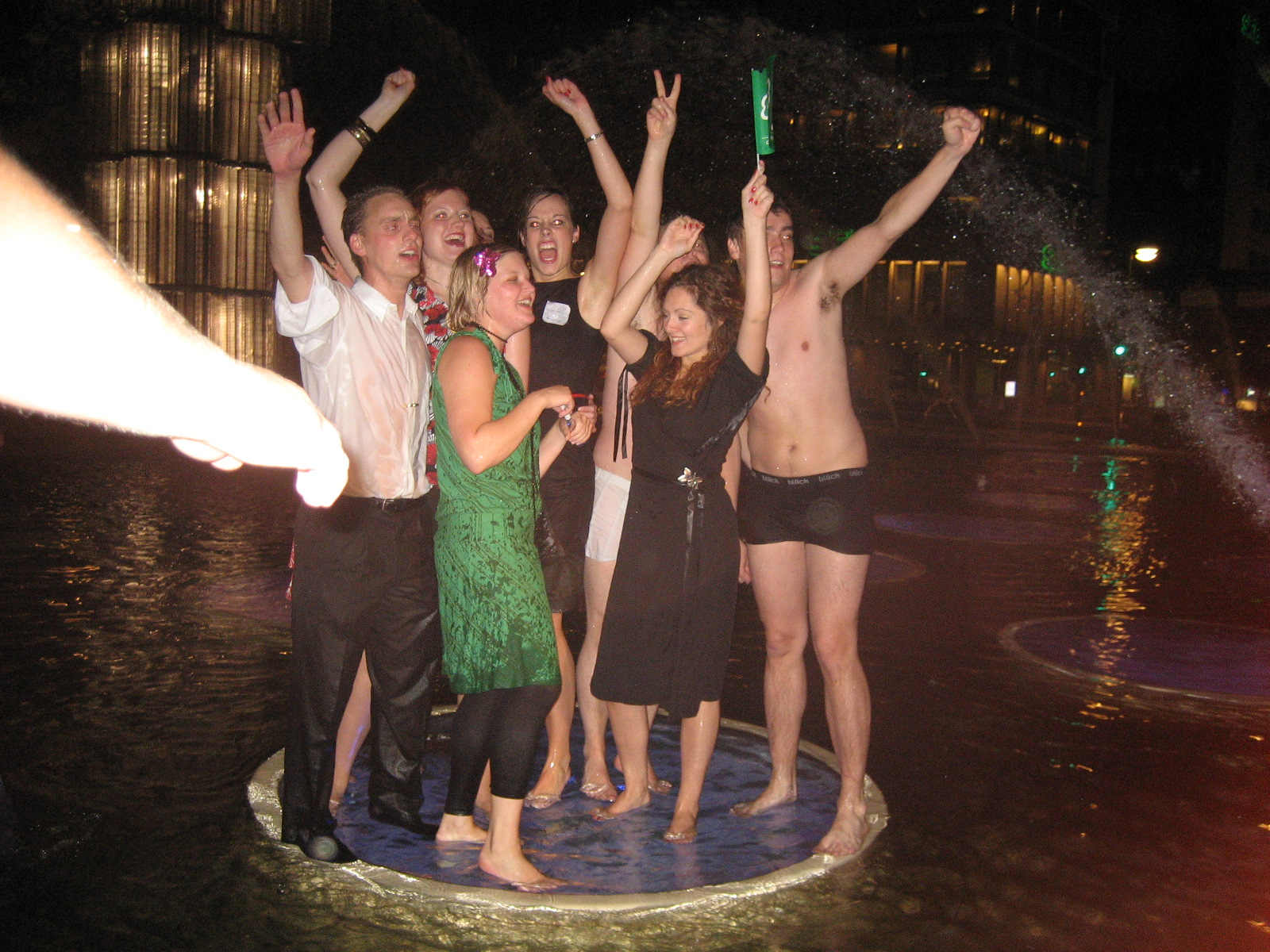
Des supporters de l'Alliance pour la Suède fêtent leur victoire à Sergels torg, à Stockholm.

Paradoxalement, ces élections ont plus profité à la gauche et aux partis minoritaires qu’à l’Alliance pour la Suède. Cette dernière emporte les comtés de Halland, Jönköping, Kronoberg, Stockholm et Uppsala, tandis que la Coalition rouges-verts conserve ou conquiert les comtés de Blekinge, Gävleborg, Jämtland, Kalmar, Norrbotten, Södermanland, Värmland, Västerbotten, Västernorrland et Örebro, et frôle d’un siège la majorité absolue dans les Conseils d’administration de Dalécarlie et de Västmanland.

### Dans les communes
Les élections municipales sont un succès pour l’Alliance pour la Suède. En rassemblant 46,11 % des suffrages exprimés, elle domine désormais plus de la moitié des conseils municipaux du pays et emporte 21 municipalités supplémentaires par rapport au scrutin de 2002. La défaite de la gauche, peu visible en nombre de voix (45,68 % des suffrages exprimés en faveur des candidats du Parti social-démocrate, du Parti de la gauche et des Verts), l’est bel et bien en nombre de villes perdues : 47 municipalités ont ainsi échappé au Parti Social-démocrate. Notons enfin que 68 des 290 communes n’ont pas de majorité claire dans leur conseil municipal.